# 岡田重孝
岡田重孝（生年未詳－1584年4月16日）是日本戰國時代至安土桃山時代武將。織田氏家臣。尾張星崎城城主。父親是岡田重善。別名是直景。官位是長門守。兒子有善治。
岡田重善的長男。幼名助三郎。最初仕於織田信長，在信長死後仕於信長的次男織田信雄。天正11年（1583年），因為父親死去又繼任家督並成為當主。
與淺井長時、津川義冬一同成為三家老輔助信雄，被羽柴秀吉（豐臣秀吉）承認器量。不過被信雄懷疑與秀吉內通，與長時和義冬一同在天正12年（1584年）3月6日被信雄從伊勢長島城召出並殺死。